# Tiago Luís Martins
Tiago Luís Martins (Ribeirão Preto, 13 de marzo de 1989) es un jugador de fútbol brasileño, perteneciente al Chapecoense. Juega en la posición de delantero.
Campeón del Torneo Ciudad de Turín y de Campeonato Paulista Sub-20, Tiago Luís es una de las grandes promesas santistas. Fue el goleador del equipo en la Copa São Paulo de 2008, con 8 goles.

## Clubes
| Club             | País     | Año       |
| ---------------- | -------- | --------- |
| Santos FC        | Brasil   | 2008-2009 |
| UD Leiria        | Portugal | 2009-2010 |
| Ponte Preta      | Brasil   | 2011      |
| XV de Piracicaba | Brasil   | 2012      |
| Bragantino       | Brasil   | 2012      |
| Mirassol         | Brasil   | 2013      |
| Chapecoense      | Brasil   | 2013-2014 |
| Joinville        | Brasil   | 2015      |
| Chapecoense      | Brasil   | 2015-     |